# Gerhard Rühm
Gerhard Rühm, född 12 februari 1930 i Wien, är en österrikisk författare, tonsättare, pianist, ljudkonstnär och bildkonstnär som tidigt blev en del av efterkrigstidens litterärt präglade, avantgardistiska Wiener Gruppe. Från början av 1950-talet har han vid sidan av en traditionellt hållen modernistisk dikt producerat såväl konkret musik som konkret poesi genom genreöverskridande och svårplacerade ljuddikter och visuell poesi, liksom textmontage och Künstlerbücher eller böcker som konstverk. Hans arbeten hör hemma i gränstrakterna av musik, språk, gestik och visualitet. Inga av hans litterära verk är översatta till svenska (2021).

## Verksamhet
Gerhard Rühm studerade piano och komposition vid Wiens universitet. Han tog även privatlektioner hos tolvtonskompositören Josef Matthias Hauer (1883–1959), vars musik han fördjupade sig i, liksom i orientalisk musik. Han var tidigt medlem av Art-Club och framförde 1951 en egen Geräuschsinfonie ("Oljudssymfoni") tillsammans med den något äldre pianisten Hans Kann (1927–2005) vid en vernissage för abstrakt måleri. Något senare ingick han i den experimentella och litterärt orienterade Wiener Gruppe med H. C. Artmann, Konrad Bayer, Oswald Wiener och Friedrich Achleitner. 1967 utgav han antologin Wiener Gruppe, där han samlade texter, gemensamma arbeten och aktioner som medlemmarna genomförde åren 1952–1960. Han skrev även ett förord till denna volym. En utvidgad version av boken utkom 1985..
Inspirationskällor har varit August Stramm, Kurt Schwitters, Gertrude Stein, Carl Einstein och Paul Scheerbart. Gerhard Rühm förvaltar för övrigt kvarlåtenskapen efter den tyske expressionistpoeten Franz Richard Behrens (1895–1977) och har redigerat en utgåva av Behrens verk. Han ansvarar även för utgivningen av Konrad Bayers verk. 
1972–1996 var Rühm lektor vid Konsthögskolan i Hamburg. En kort period var han ordförande i ett av Österrikes största författarförbund, Grazer Autorenversammlung, där han efterträdde H. C. Artmann 1978. Sedan 1978 är han även medlem av Freie Akademie der Künste in Hamburg. Den 25 januari 2010 blev han hedersdoktor vid Kölns universitet.
Ihop med den polska operasångerskan Adelina Gallert har han sonen David Ruehm (född 1962). 
I flera decennier har Gerhard Rühm bott i Köln. Från 1976 och fram till hennes bortgång var han gift med Monika Lichtenfeld (1938–2023). Tillsammans med henne har han framfört en mängd egna experimentella, poetiska verk skrivna för två röster.

### Samlade verk
Sedan 2005 ges Gesammelte Werke ut i en planerad utgåva om 10 band (16 böcker).  
- Band 1.1 och 1.2: gedichte (Parthas Verlag, Berlin, (2005)
- Band 2.1: visuelle poesie (2006)
- Band 2.2: visuelle musik (2006)
- Band 3.1: auditive musik (Matthes & Seitz, Berlin, (2013)
- Band 3.2: hörstücke (2014)
- Band 4.1: prosatexte (2015)
- Band 4.2: bildgeschichten (2014)
- Band 5: theaterstücke (2010)
- Band 6.1 och 6.2: tondichtungen, klavierstücke
- Band 7: melodramen, lieder, chansons
- Band 8.1 och 8.2: bildnerische arbeiten
- Band 9: theoretische schriften
- Band 10: nachträge

### Inspelningar
Några inspelningar värda att nämna.
- ich küsse heiß den warmen sitz - gerhard rühm spielt und singt eigene chansons nach texten von rühm, bayer und wiener (da camera song, Heidelberg, LP, 1969)
- Josef Matthias Hauer: Sieben kleine Stücke für Klavier op.3, Fünf Hölderlin-Lieder op. 6, Sechs Zwölftonspiele, Gerhard Rühm (piano), Adelina Rühm (sopran) (Amadeo AVRS 3013, Wien, LP)
- Gerhard Rühm med  Christian Attersee: Klaviertreiben, Gerhard Rühm (piano), Christian Attersee (piano) (Galerie Heike Curtze 001, privatutgåva, Düsseldorf/Wien, 1981)
- das leben chopins und andere ton-dichtungen (Edition Block EB 115/6, Berlin, DoLP, 1988)

### Allmänna källor
- Gerhard Rühm: Die Wiener Gruppe (Rowohlt, 1967, 1985)

### Fotnoter
1. ↑  Digitale Bibliotheek voor de Nederlandse Letteren, Gerhard Rühm, Digitale Bibliotheek voor de Nederlandse Letteren (på nederländska), DBNL författar-ID: ruhm001.[källa från Wikidata]
2. ↑  Gerhard Rühm, RKDartists (på engelska), RKDartists-ID: 253101.[källa från Wikidata]
3. ↑  Discogs, Discogs artist-ID: 211155, läst: 9 oktober 2017.[källa från Wikidata]
4. ↑  Zentrum für Kunst und Medientechnologie, ZKM person-ID: gerhard-ruehm, läst: 30 juni 2022.[källa från Wikidata]
5. 1 2 3  Archive of Fine Arts, abART person-ID: 7963, läst: 1 april 2021.[källa från Wikidata]
6. 1 2  Tjeckiska nationalbibliotekets databas, NKC-ID: jx20060731001, läst: 15 december 2022.[källa från Wikidata]
7. ↑  B.R.A.H.M.S., BRAHMS artist-ID: gerhard-ruhm, läst: 5 april 2022.[källa från Wikidata]
8. ↑  läs online, www.wien.gv.at , läst: 27 juli 2018.[källa från Wikidata]
9. ↑  Minnen av Wiener Gruppe. (Engelska) I början av dessa minnen av hur Wiener Gruppe växte fram nämner Rühm framförandet av denna symfoni
10. ↑  Gerhard Rühm (1985)
11. ↑  Ett exempel är sehen - ein simultangedicht, som finns att både läsa och lyssna på under externa länkar här ("10 dikter").